# Schlacht am Loudoun Hill
Schlachten des Ersten Schottischen Unabhängigkeitskrieges

Berwick – Dunbar – Stirling Bridge – Falkirk – Roslin – Stirling Castle – Methven – Dalry – Glen Trool – Loudoun Hill – Inverurie – Brander – Perth – Bannockburn – Berwick – Berwick – Myton – Byland – Weardale
Schlachten des Zweiten Schottischen Unabhängigkeitskrieges

Kinghorn – Dupplin Moor – Annan – Berwick – Halidon Hill – Boroughmuir – Culblean – Neville’s Cross
Die Schlacht am Loudoun Hill war eine Schlacht während des Ersten Schottischen Unabhängigkeitskriegs. Am 10. Mai 1307 schlug eine schottische Streitmacht unter Robert Bruce eine englische Streitmacht unter Aymer de Valence.
Obwohl die Schlacht mit ein Wendepunkt im Kampf um die schottische Unabhängigkeit war, ist über sie nur wenig bekannt. In den mittelalterlichen Chroniken wird die Schlacht nur knapp beschrieben, so sind zum Beispiel außer Bruce und Valence keine weiteren Teilnehmer namentlich bekannt. Es erfolgte bislang auch keine archäologische Untersuchung des Schlachtfelds, das in der Neuzeit durch Steinbrüche und Straßenbau wesentlich verändert wurde.

## Vorgeschichte
Robert Bruce hatte sich im März 1306 zum König der Schotten krönen lassen. In der Schlacht bei Methven hatte er jedoch im Juni 1306 gegen die Truppen des englischen Statthalters Aymer de Valence, eine schwere Niederlage erlitten. Er musste vom schottischen Festland flüchten und kehrte erst Anfang 1307 nach Südwestschottland zurück. Nach der Niederlage bei Methven griff er auf die Taktik von John de Soules und der anderen Guardians zurück, die nach der Niederlage bei Falkirk 1298 bis 1304 einen Kleinkrieg gegen die Engländer geführt hatten. Dazu waren seine Truppen den Engländern zahlenmäßig wie auch von der Ausrüstung her unterlegen. Dennoch konnte er den englischen Truppen im März 1307 in dem Gefecht von Glen Trool im unwegsamen Gelände eine Niederlage beibringen. Ende April zog er mit seiner Streitmacht weiter nach Norden.

## Schlachtverlauf

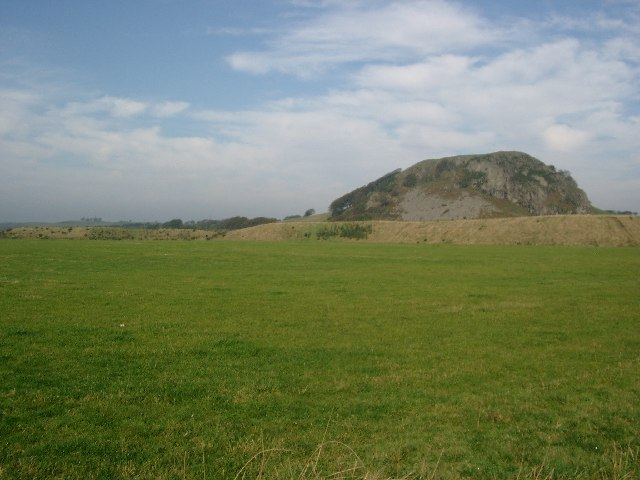
Das Schlachtfeld mit dem steil aufragenden Loudoun Hill

Valence wollte die Niederlage von Glen Trool wettmachen und zog eine größere Streitmacht zusammen, um Bruce zu schlagen. Um den 10. Mai traf seine Streitmacht am Loudoun Hill in Ayrshire auf die zahlenmäßig unterlegene Streitmacht von Bruce. Nach den Angaben der Chronisten soll die Streitmacht der Engländer 3000 Mann stark gewesen sein, was aber als übertrieben gilt. Bruce soll dagegen nur 600 Mann gehabt haben, doch es gelang ihm, dass er sich den Engländern auf einem für sie ungünstigen, engen Schlachtfeld am Loudoun Hill östlich von Kilmarnock stellte. Vermutlich fand die Schlacht auf einem Plateau unterhalb des steil aufragenden Loudoun Hill statt. Über das Plateau führte eine Straße, die im Westen durch sumpfiges Gelände mit dem River Irvine begrenzt wurde, während im Osten Moorland lag. Die Schotten legten dazu auf dem Schlachtfeld Hindernisse an, um einen verheerenden Angriff der englischen Ritter auf die schottischen Fußsoldaten zu verhindern. Sie hoben drei Gräben aus und schütteten Wälle auf, die den Raum für die englischen Reiter weiter einengten. Letztlich blieb auf dem Schlachtfeld eine etwa 90 m breite Lücke, auf der die Engländer die abgesessen kämpfenden schottischen Spießkämpfer angreifen konnten. Auf diesem Raum konnte Valence seine zahlenmäßige Überlegenheit nicht ausnutzen. Die dichtgedrängt stehenden Schotten wehrten den Angriff der englischen Reiter mit ihren Spießen ab, wobei sie viele Pferde verwunden konnten. Als der englische Angriff stockte, gingen die Schotten zum Gegenangriff über. Dieser Gegenangriff soll so ungestüm gewesen sein, dass die nachfolgenden englischen Truppen in Panik verfielen und flüchteten. Unter schweren Verlusten flüchtete daraufhin die gesamte englische Armee. Da die Schotten zu Fuß kämpften, verfolgten sie die flüchtenden englischen Reiter nicht.

## Folgen
Valence flüchtete nach dieser Niederlage gegen einen unterlegenen Gegner zunächst nach Bothwell Castle, von wo er vermutlich weiter nach England flüchtete. Drei Tage nach der Schlacht konnte Bruce eine weitere englische Einheit unter dem Earl of Gloucester bei Ayr besiegen. Angesichts der Niederlagen beschloss Eduard I. selbst einen Feldzug zu führen, während dem er allerdings starb. Sein Sohn und Nachfolger Eduard II. brach den begonnenen Feldzug wenige Wochen später ab und zog sich nach England zurück. Damit verloren die Engländer die Initiative in Schottland.